# Philippe Lefebvre (bibliste)
Pour les articles homonymes, voir Philippe Lefebvre et Lefebvre.
Philippe Lefebvre est un dominicain enseignant l'Ancien Testament à la faculté de théologie catholique de l'Université de Fribourg (Suisse).
Ses domaines de recherche et d'enseignement portent notamment sur la famille dans la Bible ainsi que sur les abus de pouvoir et d'autorité dans la Bible. Recueillant le témoignage de nombreuses victimes, il a dénoncé les violences sexuelles commises par Tony Anatrella.

## Historique

### Parcours universitaire
Élève de l'École normale supérieure de la rue d'Ulm de 1982 à 1986, il est titulaire de l'agrégation de lettres classiques. Il soutient en 1993 une thèse de lettres classiques à la Sorbonne intitulée Salomon, le temple et le palais (3 R 6-7. Septante et Texte Massorétique).
Il passe un baccalauréat canonique de théologie puis un DEA de théologie en 1995-1997.
Après avoir enseigné dans différents séminaires, il devient enseignant en Ancien Testament en octobre 2005 à l'université de Fribourg.
Il est également membre de l'École biblique de Jérusalem.

### Parcours ecclésial
Il entre chez les Dominicains (Province de France) en 1991-1992. Il est ordonné prêtre en juin 1997.
Il est nommé membre de la Commission biblique pontificale le 13 janvier 2021.

## Dénonciation desviolences sexuelles dans l'Église catholique
En 2006, il publie un article critiquant le manque de fondements bibliques des positions de Tony Anatrella sur l'homosexualité. Il reçoit alors des témoignages de personnes se présentant comme victimes d'abus sexuels de la part de Tony Anatrella dans le cadre de ses séances de psychothérapies.
Du point de vue pénal, trois plaintes sont déposées, mais deux des affaires sont considérées comme prescrites, la troisième, selon le parquet, est insuffisamment caractérisée.
Du point de vue ecclésial, Philippe Lefevbre alerte les autorités ecclésiales sur les comportements de Tony Anatrella. Celles-ci ne réagissent pas. En revanche, Philippe Lefevbre reçoit différentes menaces, parfois voilées. Finalement en 2016 une enquête canonique est ouverte contre Tony Anatrella, aboutissant à sa suspension en 2018,,.
Son expérience d'écoute des victimes dans l'Église catholique nourrit sa réflexion biblique et réciproquement. Il publie en 2021 un ouvrage intitulé Comment tuer Jésus ? - Abus, violences et emprises dans la Bible. Il est également auditionné par la Commission indépendante sur les abus sexuels dans l'Église.

## Questionnement sur la famille dans la Bible
Philippe Lefebvre s'intéresse à la notion de famille dans la Bible. Il considère que, bien souvent, les discours catholiques sur la question de la famille sont peu fondés bibliquement, que la Bible présente une notion de la famille plus complexe qu'une réalité immuable et sans problème.
Il a publié plusieurs ouvrages sur le sujet,.